# DaCapo College
Het DaCapo College is een Nederlandse middelbare school met vestigingen in Sittard-Geleen.

## Geschiedenis
De huidige school is in 2000 voortgekomen uit onder meer het Mercator College, dat zelf eerder het resultaat was van een fusie van vmbo-school Pastoor Jacobs met andere scholengemeenschappen. De vroegste voorloper was de in 1918 opgerichte ambachtsschool aan de Rijksweg-Zuid. 
Bij de totstandkoming van het DaCapoCollege werden vmbo en speciaal onderwijs samengevoegd. De locatie van de nieuwe school werd verplaatst van de Rijksweg-Zuid naar een nieuw gebouw aan de Havikstraat. Het sindsdien leegstaande pand van de vroegere ambachtsschool is tegenwoordig een gemeentelijk monument.

## Onderwijsaanbod
Het DaCapo College biedt alle vormen van vmbo aan: de basisberoepsgerichte leerweg (BB), kaderberoepsgerichte leerweg (KB), gemengde leerweg (GL) en theoretische leerweg (TL).  De school kent ook een speciale TL-Plus-afdeling. 
Het DaCapo College is sinds 1 augustus 2008 officieel erkend als LOOT-school.

## Prijzen
In het scholenonderzoek in 2006 van dagblad Trouw kwam de locatie Rijksweg-Zuid in Sittard met de nadruk op de Kaderberoepsgerichte leerweg (KB) als een van de beste scholen uit de bus. De school kreeg de typering "excellent".
De locatie Born heeft in 2008 de prijs "Topper in de techniek" gewonnen voor het technologieproject Kasteelpark Born.

## Locaties
- Havikstraat (hoofdlocatie vmbo)
- Milaanstraat (bovenbouw vmbo)
- Einighauserweg (praktijkonderwijs en EOA, Eerste Opvang Anderstaligen)